# ル・シッド

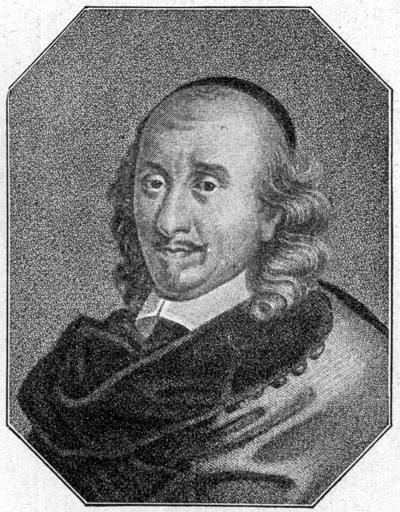
ピエール・コルネイユ

『ル・シッド』は、劇作家ピエール・コルネイユ作の悲喜劇。初演は1636年12月に Théâtre du Marais で行われた。エル・シッドの伝説を基にしたギリェン・デ・カストロの劇、Las Mocedades del Cid（シッドの青春）を下敷きに書かれた。
この成功作は、枢機卿リシュリューのアカデミー・フランセーズから古典主義を遵守していないと批判され、ル・シッド論争をひき起こした。
本作はコルネイユの、また、17世紀の演劇の代表作として知られる。

## 主な日本語訳
- 『ル・シッド』高橋昌久 訳（京緑社、2020年） ISBN 978-4909727138